# Gerta Keller
Gerta Keller (Schaan, Liechtenstein, 7 de marzo de 1945) es una paleontóloga liechtensteiniana, suiza y estadounidense. Estudia sucesiones de foraminíferos (pequeños organismos marinos) anteriores y posteriores al límite Cretácico-Paleógeno (K-Pg, antes conocido como límite Cretácico-Terciario), y sostiene, en contra de la hipótesis Alvarez, que el meteorito que originó el cráter de Chicxulub no fue la causa única que provocó la extinción masiva del Cretácico-Paleógeno (extinción de los dinosaurios no avianos y de otros muchos taxones). Keller es actualmente catedrática de Geología y Paleontología en el departamento de Ciencias de la Tierra de la universidad de Princeton. 
Keller obtuvo el doctorado en paleontología y geología de Stanford en 1978. Ingresó en la universidad de Princeton en 1984 y después de algunos años comenzó a estudiar los foraminíferos próximos al límite K/Pg y el registro geológico de los acontecimientos del fin del Cretácico.